# Istm

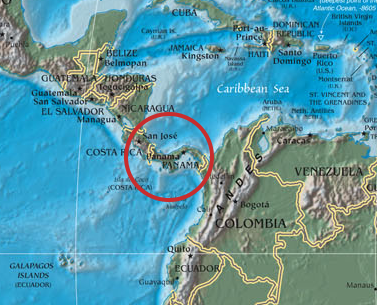
Istmul Panama, care leagă America de Nord și America de Sud

Istmul (din limba greacă: ισθμός isthmos) este o fâșie îngustă de pământ mărginită pe ambele laturi de apă, care leagă două suprafețe de uscat (două continente sau o peninsulă și un continent) și care astfel separă două mări sau două golfuri.
Istmurile sunt în mod natural potrivite pentru construirea de canale pentru a ușura transporturile maritime între suprafețele de apă separate.
Un exemplu este Istmul Panama, care leagă America de Nord și America de Sud. Canalul Panama, care întrerupe în mod artificial acest istm, face legătura între Oceanul Pacific și Oceanul Atlantic.
Unele istmuri au o valoare geopolitică deosebită, în special cele care servesc drept coridoare de comunicare între diferite entități, statale sau regionale. Spre exemplu istmul Corint are o importanță strategică națională pentru Grecia, în timp ce istmurile Panama sau Suez sunt coridoare de comunicare intercontinentală.